# Bescaran
Bescaran – miejscowość w Hiszpanii, w Katalonii, w prowincji Lleida, w comarce Alt Urgell, w gminie Les Valls de Valira.
Według danych INE w 2020 roku liczyła 77 mieszkańców – 43 mężczyzn i 34 kobiety. 